# Велика Британія на зимових Олімпійських іграх 1924
Велика Британія брала участь у зимових Олімпійських іграх 1924 року у місті Шамоні (Франція). Збірну країни представляли 32 спортсмени (29 чоловіків та 3 жінки) у 6 видах спорту. Британські спортсмени здобули чотири медалі: одну золоту, одну срібну та дві бронзові.
Британський НОК зарезервував на Ігри 47 спортсменів, але відправив на змагання 34 олімпійці. Велика Британія відправила в Шамоні другу за чисельністю команду після Франції і вважалася найсильнішою нескандинавською нацією. Єдину золоту медаль завоювали керлінгісти під керівництвом скіпа Томаса Мюррея. Однак олімпійський титул спортсмени отримали лише через 82 роки, під час зимових ігор 2006 року у Турині. До того часу керлінг офіційно вважався лише показовим змаганням. Британці також виявилися сильною нацією в бобслеї. Екіпаж бобслею Great Britain II з пілотом Ральфом Брумом став срібним. Інша британська бобслейна команда стала п'ятою. У фігурному катанні Етель Макелт здобула третю медаль для своєї країни, цього разу бронзового ґатунку. Вона також фінішувала четвертою в парному катанні з Джоном Пейджем. Хокейна команда під керівництвом капітана Коліна Каррузерса також завоювала бронзу в Шамоні та стала найкращою командою Європи.

## Медалісти
| Медаль | Ім'я                                                     | Вид спорту      | Дисципліна               |
| ------ | -------------------------------------------------------- | --------------- | ------------------------ |
| Золото | Вільям Джексон Томас Мюррей Робін Велш Лоуренс Джексон   | Керлінг         | чоловічі змагання        |
| Срібло | Ральф Брум Томас Арнольд Олександр Річардсон Родні Сохер | Бобслей         | четвірки (чоловіки)      |
| Бронза | Етель Макелт                                             | Фігурне катання | одиночне катання (жінки) |
| Бронза | Збірна Великої Британії з хокею із шайбою                | Хокей           | чоловічий турнір         |

## Спортсмени
Кількість спортсменів, що взяли участь в Іграх, за видами спорту.
| Вид спорту          | Чоловіки | Жінки | Загалом |
| ------------------- | -------- | ----- | ------- |
| Бобслей             | 8        | 0     | 8       |
| Керлінг             | 4        | 0     | 4       |
| Ковзанярський спорт | 3        | 0     | 3       |
| Скелетон            | 1        | 0     | 1       |
| Фігурне катання     | 3        | 3     | 6       |
| Хокей               | 10       | 0     | 10      |
| Загалом             | 29       | 3     | 32      |

## Бобслей
| След  | Спортсмени                                             | Дисципліна          | Заїзд 1 | Заїзд 1 | Заїзд 2 | Заїзд 2 | Заїзд 3 | Заїзд 3 | Заїзд 4 | Заїзд 4 | Всього  | Всього |
| След  | Спортсмени                                             | Дисципліна          | Час     | Місце   | Час     | Місце   | Час     | Місце   | Час     | Місце   | Час     | Місце  |
| ----- | ------------------------------------------------------ | ------------------- | ------- | ------- | ------- | ------- | ------- | ------- | ------- | ------- | ------- | ------ |
| GBR-1 | Вільям Джексон Томас Мюррей Робін Велш Лоуренс Джексон | четвірки (чоловіки) | 1:28.73 | 2       | 1:28.67 | 2       | 1:25.76 | 2       | 1:25.67 | 1       | 5:48.83 | 2      |
| GBR-2 | Вільям Гортон Арчибальд Кребб Джерард Ферлі Джордж Пім | четвірки (чоловіки) | 1:42.33 | 5       | 1:41.28 | 5       | 1:38.58 | 5       | 1:38.52 | 5       | 6:40.71 | 5      |

## Керлінг
| Team            | GP | W | L | PF | PA | PTS |
| --------------- | -- | - | - | -- | -- | --- |
| Велика Британія | 2  | 2 | 0 | 84 | 11 | 4   |
| Швеція          | 2  | 1 | 1 | 25 | 48 | 2   |
| Франція         | 2  | 0 | 2 | 14 | 64 | 0   |

| Команда 1       | Рахунок | Команда 2  |
| --------------- | ------- | ---------- |
| Велика Британія | 38-7    | Швеція (I) |
| Велика Британія | 46-4    | Франція    |

| Pos. | Player          |
| ---- | --------------- |
| Скіп | Вільям Джексон  |
|      | Робін Велш      |
|      | Томас Мюррей    |
|      | Лоуренс Джексон |

## Ковзанярський спорт
| Дисципліна        | Спортсмен      | Час     | Місце |
| ----------------- | -------------- | ------- | ----- |
| 500 м (чоловіки)  | Фредерік Дікс  | 56.4    | 23    |
| 500 м (чоловіки)  | Бернард Саттон | 1:00.8  | 25    |
| 500 м (чоловіки)  | Сиріл Горн     | 1:04.4  | 27    |
| 5000 м (чоловіки) | Альберт Теббіт | 11:01.0 | 20    |

Багатоборство 

Відстані: 500 м; 5000 м; 1500 м & 10,000 м.
| Спортсмен      | До відстані 1 | До відстані 1 | До відстані 1 | До відстані 2  | До відстані 2  | До відстані 2  | До відстані 3  | До відстані 3  | До відстані 3  | Разом          | Разом          | Разом          |
| Спортсмен      | Бали          | Результат     | Місце         | Бали           | Результат      | Місце          | Бали           | Результат      | Місце          | Бали           | Результат      | Місце          |
| -------------- | ------------- | ------------- | ------------- | -------------- | -------------- | -------------- | -------------- | -------------- | -------------- | -------------- | -------------- | -------------- |
| Фредерік Дікс  | 18.5          | 56.40         | 18            | не брав участь | не брав участь | не брав участь | не брав участь | не брав участь | не брав участь | не брав участь | не брав участь | не брав участь |
| Бернард Саттон | 20            | 60.80         | 20            | не брав участь | не брав участь | не брав участь | не брав участь | не брав участь | не брав участь | не брав участь | не брав участь | не брав участь |
| Сиріл Горн     | 22            | 64.40         | 22            | не брав участь | не брав участь | не брав участь | не брав участь | не брав участь | не брав участь | не брав участь | не брав участь | не брав участь |

## Фігурне катання
| Спортсмени                       | Змагання                    | CF | FS | Бали   | Places | Місце |
| -------------------------------- | --------------------------- | -- | -- | ------ | ------ | ----- |
| Герберт Кларк                    | одиночне катання (чоловіки) | 10 | 11 | 219.75 | 70     | 10    |
| Джон Пейдж                       | одиночне катання (чоловіки) | 6  | 5  | 295.36 | 36     | 5     |
| Кетлін Шоу                       | одиночне катання (жінки)    | 8  | 6  | 221.00 | 46     | 7     |
| Етель Макелт                     | одиночне катання (жінки)    | 3  | 7  | 250.07 | 26     | 3     |
| Мілдред Річардсон Тайк Річардсон | парне катання               |    |    | 57     | 7.68   | 8     |
| Етель Макелт Джон Пейдж          | парне катання               |    |    | 30.5   | 9.93   | 4     |

## Хокей
Група B
Дві найкращі команди (виділені) вийшли до медального раунду.
| Team            | GP | W | L | GF | GA |
| --------------- | -- | - | - | -- | -- |
| США             | 3  | 3 | 0 | 52 | 0  |
| Велика Британія | 3  | 2 | 1 | 34 | 16 |
| Франція         | 3  | 1 | 2 | 9  | 42 |
| Бельгія         | 3  | 0 | 3 | 8  | 45 |

| 29 січня | Франція         | 2:15 (1:5,1:3,0:7) | Велика Британія |
| 30 січня | Велика Британія | 19:3 (8:1,6:1,5:1) | Бельгія         |
| 31 січня | США             | 11:0 (6:0,2:0,3:0) | Велика Британія |

Медальний раунд
Результати групового раунду (пари Канада-Швеція та США-Великобританія) переносяться на медальний раунд.
| Team            | GP | W | L | GF | GA |
| --------------- | -- | - | - | -- | -- |
| Канада          | 3  | 3 | 0 | 47 | 3  |
| США             | 3  | 2 | 1 | 32 | 6  |
| Велика Британія | 3  | 1 | 2 | 6  | 33 |
| Швеція          | 3  | 0 | 3 | 3  | 46 |

| 1 лютого | Канада          | 19:2 (6:2,6:0,7:0) | Велика Британія |
| 2 лютого | Велика Британія | 4:3 (0:1,2:2,2:0)  | Швеція          |

| Бронза |
| Велика Британія (GBR)Вільям Андерсон Лорн Карр-Гарріс Колін Каррузерс Ерік Каррузерс Гай Кларксон Росс Катберт Джеффрі Голмс Гамільтон Джукс Едвард Пітбладо Блейн Секстон |